# Брынцева, Мария Александровна
Мари́я Алекса́ндровна Бры́нцева (укр. Марія Олександрівна Бринцева; 19 декабря 1906 года, село Отузы Феодосийского уезда Таврической губернии — 28 июня 1985 года, там же) — бригадир виноградарского совхоза «Коктебель» Судакского района Крымской области УССР, дважды Герой Социалистического Труда (1949, 1958). Организатор движения «одногектарников».

## Биография
Родилась 19 декабря (6 декабря по старому стилю) 1906 года в селе Отузы, ныне поселок Щебетовка Судакского горсовета Крыма.
В 1934—1941 годах работала на виноградниках совхоза «Судак». Многодетная мать шести детей, муж Марии Александровны, партизан Крыма, связной партизанского отряда, погиб в застенках.
В 1945—1959 годах звеньевая, с 1959 бригадир виноградарской бригады совхоза «Коктебель» (г. Феодосия). Организатор стахановского движения в виноградарстве, так называемых «одногектарников». Она со старшим сыном взяла для обработки два гектара виноградных плантаций. Почин подхватили другие виноградари совхоза, а позднее и Крыма.
Её бригада славилась стабильно высокими урожаями винограда (140—160 ц/га). Указом Президиума Верховного Совета СССР от 23 июля 1951 года «За получение в 1950 году высокого урожая винограда» члену её звена Пиковой Александре Владимировне также было присвоено звание Героя Социалистического Труда.
Член КПСС с 1957 года. Депутат Верховного Совета СССР 4-8 созывов. Делегат XXIII съезда КПСС. В 1966 году удостоена звания почётный гражданин города Феодосия. Умерла в 1985 году. Похоронена в Феодосии.

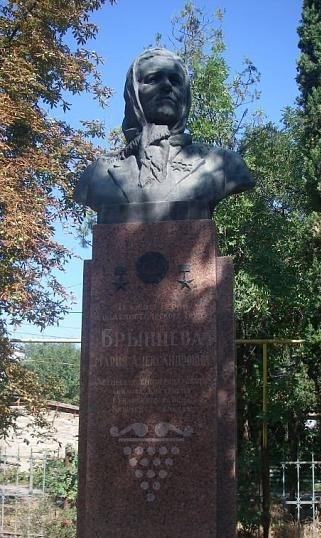
Виноградарю Брынцевой М. А. в Щебетовке в 1961 году был установлен бронзовый бюст

## Награды[3]
- Дважды Герой Социалистического Труда:
  - 24.06.1949 — за высокие урожаи винограда
  - 26.02.1958 — за успехи в развитии сельского хозяйства
- 4 ордена Ленина
- орден Октябрьской Революции
- 2 ордена Трудового Красного Знамени
- медаль Материнства 1-й степени
- медали

## Память
- На родине Брынцевой М. А. в 1961 году был установлен бронзовый бюст, с 20 декабря 2016 года — объект культурного наследия регионального значения  Объект культурного наследия народов РФ регионального значения. Рег. № 911710935500005 (ЕГРОКН).[4]
- Автор книги «Как мы добились высоких урожаев винограда» (1954).

- Отмечена в мемориале Герои Социалистического Труда Крыма на Набережной в Симферополе.